# Бахуврихи
Бахуври́хи (санскр. bahúvrīhi, बहुव्रीहि) — термин древнеиндийской лингвистики и поэтики: сложное слово со значением принадлежности, обладания, называет человека или предмет по характеризующим его признакам, например, по части тела, по одежде. Само слово бахуврихи устроено именно таким образом: оно состоит из частей bahu- (богатый) и -vrihi (рис) и дословно означает «богатый рисом».
В XX веке этот термин, наравне с некоторыми другими терминами древнеиндийских лингвистов (ср. сандхи, сварабхакти), был усвоен учёными стран Запада и стал употребляться и применительно к другим языкам, в том числе современным. Примером бахуврихи в русском языке являются, например, наименования людей денежный мешок (богач), синяя борода (убийца женщин). Особенностью этого типа слов является то, что их значение не выводится из значений составляющих частей: синяя борода не является бородой, а денежный мешок мешком.
Примеры из других языков.
Английский язык: white collar (белый воротничок), redneck (красношеий).
Немецкий язык: langbeinig (длинноногий).
Испанский язык: boquituerto или boquitorcido (криворотый). Иврит: קשה עורף (k'she óref) (жестоковыйный).